# Hickman County, Tennessee
Hickman County är ett administrativt område i delstaten Tennessee, USA, med 24 690 invånare. Den administrativa huvudorten (county seat) är Centerville. 

## Geografi
Enligt United States Census Bureau så har countyt en total area på 1 587 km². 1 587 km² av den arean är land och 0 km² är vatten.  

### Angränsande countyn
- Dickson County - nord
- Williamson County - öst
- Maury County - sydost
- Lewis County - syd
- Perry County - väst
- Humphreys County - nordväst